# Ställverk (elkraft)

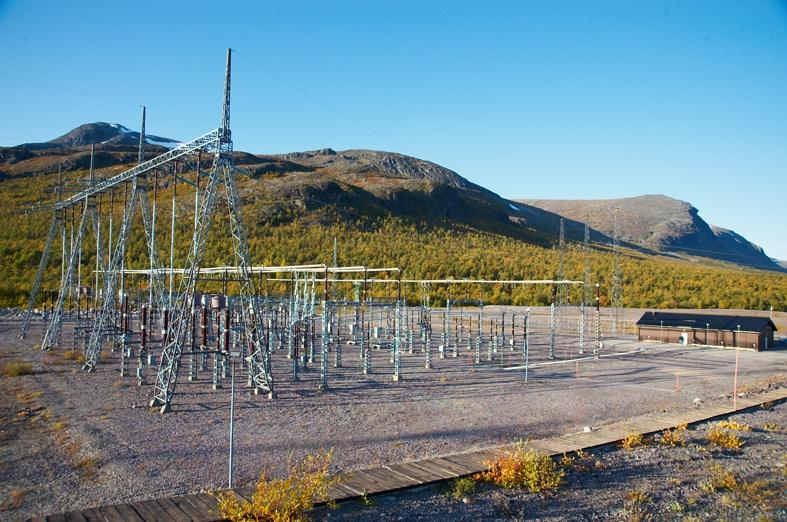
Det luftisolerade ställverket vid Vietas kraftstation.
Det har två samlingsskenor, där varje består av tre vågräta skenor i höjd med halva stolpen till vänster. Under dem är facken placerade.

Ett ställverk är en grupp av elkraftsapparater, som kopplar ihop inkommande och utgående ledningar. Det består av både kopplingsapparater och skyddsutrustning. Ställverk finns i stationer i elkraftnät och i industrianläggningar.
De ingående och utgående ledningarna ansluts till en eller flera samlingsskenor. Gruppen av apparater från varje ledning till skenan kallas fack.
Ett fack kan bestå av en lastfrånskiljare med säkring eller av en strömbrytare med frånskiljare. Dessa kopplar in och ur den anslutna ledningen eller komponenten. Dessutom finns det mätutrustning för ström och spänning, som är kopplade till en manövercentral liksom till skyddssystemet.
En utgående ledning från ställverket kan gå till en transformator, som i sin tur är kopplad till ett ställverk för lägre spänning. Den kan också gå till en reaktor eller ett kondensatorbatteri för reaktiv effektkompensering.

## Typer

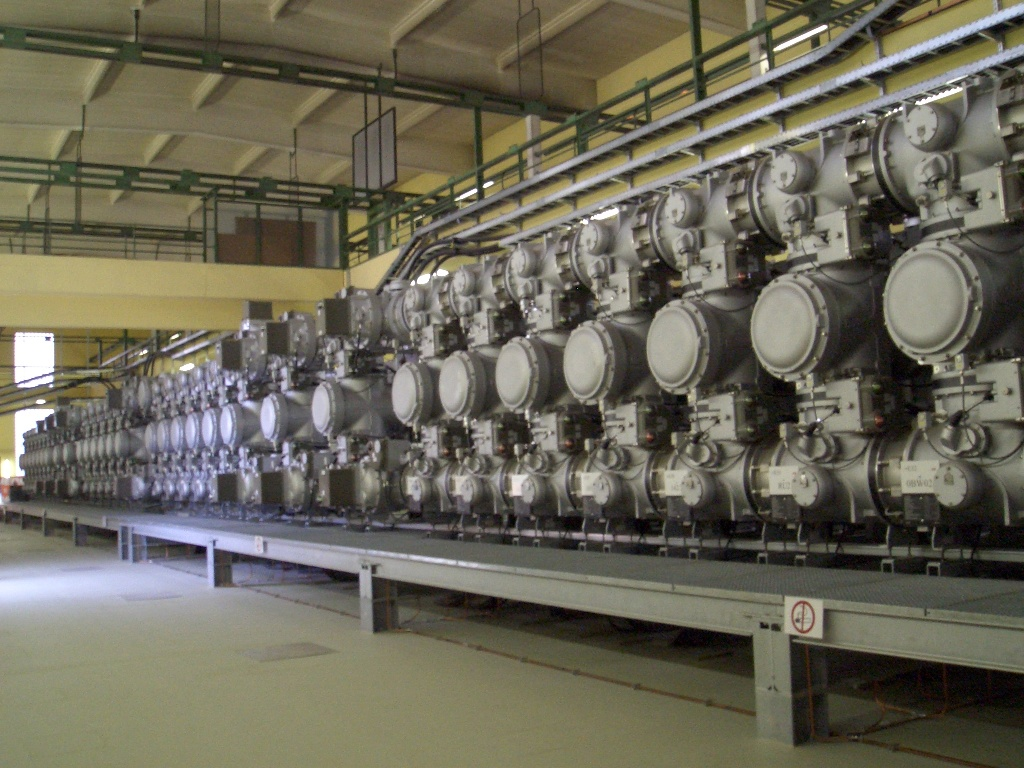
Gasisolerat ställverk för 110 kV.

- Luftisolerade ställverk (AIS): De utnyttjar luftens isolerförmåga.
- Gasisolerade ställverk (GIS): De är kompakta och metallinkapslade ställverk som innehåller en särskild gas, som är en bättre isolator än luft, oftast svavelhexafluorid (SF6). Då krävs det kortare isolatorer och behovet av yta och höjd minskar. Därför används GIS när utrymmet är begränsat, till exempel vid utbyggnad, i stadsmiljö, för havsbaserad vindkraft, och vid industrier.[2]